# لوكاس إستيفيز
لوكاس إستيفيز (بالبرتغالية: Lucas Esteves‏) هو لاعب كرة قدم برازيلي في مركز الدفاع، ولد في 24 يونيو 2000 في ساو باولو في البرازيل. لعب مع نادي بالميراس.

## وصلات خارجية
- لوكاس إستيفيز على موقع الدوري الأمريكي (الإنجليزية)
- لوكاس إستيفيز على موقع قاعدة بيانات كرة القدم.إي يو (الإنجليزية)
- لوكاس إستيفيز على موقع Soccerway.com (الإنجليزية)